# Alain (évêque de Tréguier)
Pour les articles homonymes, voir Alain.
Alain de Tréguier (mort en 1362) est un ecclésiastique breton qui fut évêque de Tréguier sous le nom d'Alain IV  de 1358 à sa mort.

## Biographie
Alain est un frère prêcheur et pénitencier apostolique. Lorsque Charles de Blois tente d'imposer après le transfert de Hugues de Montrelais en 1358 comme évêque de Tréguier, un certain Pierre de la Chapelle, « maître es arts », à son service depuis 1341, le pape refuse et donne siège épiscopal à Alain pour lequel Charles de Blois avait antérieurement sollicité un honneur ecclésiastique. Alain IV meurt dès 1362 et le pape lui donne comme successeur un autre dominicain Even Bégaignon originaire du diocèse de Tréguier.